# Станислава Станоева
Станислава Станоева е българска поетеса, писателка и журналистка.

## Биография
Родена на 11 май 1967 г. в Пловдив. Завършва специалност „Българска филология“ в Пловдивския университет „Паисий Хилендарски“.
Автор на седем поетични книги и един сборник с разкази. Стиховете ѝ са преведени на турски, английски, немски и норвежки език.
Нейни произведения са включени в Международен балкански сборник (Истанбул, 2007), юбилеен сборник на Лондонското поетическо общество (Лондон, 2009), сборник „Лирика 2010“ на НДК (София, 2011) и „Антология на българската поезия – XXI век“ (София, 2015).
Участва в първия в България проект „Ръкописна книга“ (София, 2011). Съавтор е на проекта „Град в бутилка“, поезия и проза (Пловдив, 2012).
Участие в антологията „Литературен Пловдив“, издадена на немски език в Магдебург, Германия (2014).
Член е на Поетическа академия „Добромир Тонев“.

## Награди
- Национална награда за първа поетична книга в конкурса на Шуменския университет, 2000 г.
- Първи национален конкурс „sms поезия“, 2004 г.
- Поетичен конкурс на Пловдивския университет „П. Хилендарски“
- Международен конкурс „Мелнишки вечери на поезията“, 2007 г.
- Национален конкурс „Пловдив – Младост 2007“
- Национален поетичен конкурс „Магията любов“, Казанлък, 2008 г.
- Национален конкурс „В полите на Витоша“, София, 2008 г.
- Национален конкурс Нова Загора, 2008 г.
- Национален конкурс „Любовен човек“, Троян, 2013 г.
- Национален конкурс "Морето!", 2022 г.